# Simin Behbahāni
Simin Behbahāni (in persiano سیمین بهبهانی‎; Teheran, 20 giugno 1927 – Teheran, 19 agosto 2014) è stata una poetessa iraniana.

## Biografia
Azamā Arghun, una delle intellettuali più dotte della sua epoca, padroneggiava perfettamente la letteratura persiana, l'arabo, il francese e l'inglese. Aveva tradotto una biografia di Napoleone in persiano e fu attraverso un suo ghazal che conobbe Abbās Khalili, il direttore del quotidiano “Eqdām”, con il quale si sposò dopo un breve fidanzamento. Il matrimonio non durò a lungo, e Simin fu il frutto di questa breve unione. Lei stessa afferma di aver ereditato il suo talento letterario dalla madre e anche dal padre, autore di saggi e libri di storia, e uno dei primi in Iran a pubblicare romanzi in stile occidentale. Abbās Khalili fondò inoltre il giornale “Eqdām” in epoca anteriore al regime dei Pahlavi e lo curò per altri vent'anni dopo il settembre 1941.
Fakhr-e Azamā Arghun, sua madre, una donna all'avanguardia in un'epoca in cui leggere e scrivere era considerato quasi un peccato per le donne, ricevette un'alta formazione in diverse discipline, studiando letteratura, legge e diritto islamico, lingua araba, astronomia, filosofia, logica e geografia sotto la direzione di vari precettori e maestri che si occuparono anche dei suoi due fratelli. Cominciò presto a insegnare francese, e fu una delle prime a fondare, insieme ad altre donne intellettuali, l'associazione “delle donne patriottiche”. Per diversi anni Fakhr-e Azamā Arghun e le sue colleghe e amiche si spesero per fornire educazione e istruzione a tante iraniane meno fortunate di loro.
Simin crebbe dunque in un ambiente stimolante e già a dodici anni cominciò a mettere insieme qualche verso;  a quattordici il suo primo ghazal venne pubblicato dal giornale “Now Bahār”, curato dal celebre poeta e finissimo letterato Malek ol-Sho'arā Bahār (1885-1952).
Questo suo primo ghazal, che lasciava già trasparire un chiaro interesse per i temi sociali, cominciava così: 
ای توده گرسنه و نالان چه می کنی؟
ای ملت فقیر و پریشان چه می کنی؟
Tu, popolo affamato e lamentoso cosa farai?
Tu popolo povero e abbattuto cosa farai?
Simin lasciò gli studi a metà delle scuole medie, dopo uno scontro con il preside della scuola, che l'accusava di aver scritto in un giornale un anonimo rapporto sulle condizioni sgradevoli del collegio in cui studiava. La vicenda fu riportata anche da giornali controllati dal partito comunista “Tudeh”, cui Simin collaborò per un certo tempo fino a quando questo rapporto non si interruppe per motivi politici. 
Questo evento cambiò comunque il destino di Simin e l'orientamento della sua poesia, che da quel momento privilegiò il tema della battaglia contro l'ingiustizia. Due mesi dopo l'espulsione dalla scuola, in un periodo di confusione e incertezza sui propri obiettivi, Simin sposò Hassan Behbahāni a diciassette anni. Lei stessa descrive questo matrimonio come un “terreno glaciale” che aveva ridotto il suo corpo in cenere e le sue speranze in perpetue fredde illusioni.
Simin ebbe tre figli, ma non si sentì mai innamorata, e non trovò mai compatibile la sua visione della vita con quella del marito. Grazie tuttavia alla svolta del matrimonio, ella riuscì a ritrovare l'energia e la determinazione per finire le scuole superiori e, in seguito, venne ammessa alla facoltà di giurisprudenza.
Il suo secondo matrimonio, con Manouchehr Koushiyār, durò quattordici anni.  Simin così rievoca quegli anni: “Ho trascorso tutto quel periodo con amore e sacrificio per poter rendere felice un uomo che alla sua scomparsa mi lasciò in una solitudine eterna”. A Manouchehr Koushiyār è dedicato il libro “Quell'uomo, il mio compagno di strada”, in cui così ricorda gli anni trascorsi insieme: “Finimmo insieme gli studi di giurisprudenza. Io diventai insegnante di letteratura nelle scuole superiori e rimasi in quella professione, mentre lui intraprese l'attività di avvocato; eravamo felici in quei giorni trascorsi insieme, con l'amore che ci univa".

## La poetica di Simin
Simin viaggiò e partecipò a diverse conferenze e programmi internazionali inerenti alla letteratura e alla questione femminile, ma non rimase mai per lungo tempo lontana dall'Iran.  Più volte ha ribadito nel corso della sua vita di essere interessata a conoscere e approfondire le usanze, i costumi e i modi di vivere del suo amato paese. Il sentimento patriottico, accanto alla sensibilità per i temi sociali, è certamente una delle corde predilette del suo canto. Sia nella poesia che nelle interviste Simin rimane fedele a una dichiarazione che suona quasi come un manifesto poetico: “O mio paese, con il tuo passato, i tuoi poeti, i tuoi sovrani e le tue resistenze, e tutte le tue sofferenze, tutti i tuoi trionfi e tutti i tuoi inverni infiniti: io mi ricordo tutto di te”. E in un'altra occasione Simin afferma: “Qui c'è tutta la mia gioia, la poesia e la passione / qui c'è il mio trono, la mia bara e la mia tomba”.  Simin comincia a comporre le sue poesie in forma di quartine, e poi prosegue con il ghazal, forma classica a cui apporterà alcune importanti innovazioni formali. I suoi ghazal costituiscono spesso una riflessione sulle condizioni sociali e le conseguenti ripercussioni nella sfera delle emozioni individuali. Le parole di Simin, in estrema sintesi, si potrebbero vedere come “reazione” poetica alle provocazioni del mondo esterno, della vita sociale, della storia dell'Iran contemporaneo.

## Opere
Ecco di seguito un elenco delle sue opere principali (dove non diversamente specificato, il testo si compone interamente di poesie):
1951 Setar shekaste (Il Setar rotto) poesie e due racconti 
1956 Jāy-e pā (L'impronta dei piedi)
1957 Chelcherāgh (Candelabro)
1963 Marmar (Marmo)
1973 Rastākhiz (Risurrezione)
1981 khatti ze sor'at va az ātash (La traiettoria della velocità e del fuoco)
1984 Dasht-e arjan (Pianura di Arzhan)
1989 Majmū'e-ye ash'ar (La raccolta delle poesie)
1991 Ān mard, marde hamraham (Quell'uomo, il mio compagno di strada, poesie e prose)
1992 Kāghazin jāme (Un abito di carta)
1995 Yek dariche Āzādi (Una finestra di libertà)
1995 Koli va nāme va eshgh (Zingara, lettera, amore)
1995 Āsheghtar az hamishe bekhan! (Canta, più innamorata di sempre!)
1995 Sha'eran-e emruz-e Faranse (I poeti contemporanei francesi)
1996 Bā ghalb-e khod che kharidam? (Cosa ho acquistato con il mio cuore?)
2000 Yad-e ba'zi nafarāt (Il ricordo di alcune persone)
2001 Kelid va khanjar: Ghesseha va ghosseha (La chiave ed il pugnale: le favole e le tristezze)
2001 Yeki masalan in ke (Uno per esempio che...)
2003 Majmū'e-ye ash'ar (Raccolta di poesie)

### Traduzioni e studi in italiano
- Nahid Norozi, “La mia spada è la poesia”. Versi di lotta e d’amore nella poetessa persiana Simin Behbahāni (con ampia antologia di poesie tradotte e commentate, e con gli originali in appendice), WriteUp Books (“Ferdows. Collana di Studi iranici e islamici”), Roma 2023.
- Un'antologia della poesia di Simin Behbahani, a cura di Zeinab Heidary-Firooz, in "Quaderni di MEYKHANE" II (2012), rivista online http://meykhane.altervista.org/pagina-912683.html